# Erkka Petäjä
Erkka Petäjä (Turku, 13 febbraio 1964) è un ex calciatore finlandese, di ruolo difensore.

## Carriera

### Club
Ha trascorso la quasi totalità della sua carriera in club scandinavi, in particolare svedesi e finlandesi.

### Nazionale
Sumiala conta 83 presenze senza aver segnato alcun goal per la Finlandia.